# Małgorzata Aneta Wrzesień
Małgorzata Aneta Wrzesień – polska fizyczka, prorektorka Uniwersytetu Łódzkiego. 

## Życiorys
W latach 1996–2001 studiowała fizykę na Uniwersytecie Łódzkim, otrzymując tytuł magistra w zakresie fizyki doświadczalnej. W 2007 tamże uzyskała stopień doktorski w zakresie nauk fizycznych na podstawie napisanej pod kierunkiem Jerzego Jankowskiego dysertacji Ocena ekspozycji zawodowej na promieniowanie jonizujące pracowników Zakładów Medycyny Nuklearnej. W 2010 ukończyła studia podyplomowe Zarządzanie oświatą na Wydziale Zarządzania UŁ. W 2022 na Uniwersytecie Medycznym w Łodzi habilitowała się w dziedzinie nauk medycznych i nauk o zdrowiu, przedstawiwszy cykl prac Ocena narażenia na promieniowanie jonizujące pracowników wykonujących procedury z zakresu medycyny nuklearnej w ujęciu optymalizacji ochrony radiologicznej personelu.
Od 2002 związana zawodowo z Uniwersytetem Łódzkim, początkowo z Katedrą Fizyki Jądrowej i Bezpieczeństwa Radiacyjnego Wydziału Fizyki i Chemii. Od 2023 profesor uczelni w Pracowni Promieniowania Jądrowego i Dozymetrii Wydziału Fizyki i Informatyki Stosowanej UŁ. Pełni bądź pełniła szereg funkcji, m.in. prodziekanki ds. dydaktycznych i jakości kształcenia Wydziału Fizyki i Informatyki Stosowanej (2020–2024) oraz prorektorki UŁ ds. kształcenia w kadencji 2024–2028.
Pracuje także jako nauczycielka, m.in. w XIII Liceum Ogólnokształcącym w Łodzi, Publicznym Liceum Ogólnokształcącym UŁ oraz Specjalistycznym Ognisku Pracy Pozaszkolnej Planetarium i Obserwatorium Astronomicznego w Łodzi.
Jej zainteresowania naukowe obejmują takie zagadnienia jak: ochrona radiologiczna pacjentów i personelu medycznego; dozymetria promieniowania jonizującego; medycyna nuklearna; ocena narażenia na promieniowanie jonizujące.
W 2007 zdobyła uprawnienia inspektora ochrony radiologicznej typu R. Za publikację Hand exposure to ionising radiation of nuclear medicine workers otrzymała w 2010 nagrodę zespołową II stopnia Polskiego Towarzystwa Badań Radiacyjnych.
Członkini Polskiego Towarzystwa Fizyki Medycznej (od 2011) oraz Polskiego Towarzystwa Badań Radiacyjnych (od 2023).
Ma syna.